# Villiers-sur-Chizé
Villiers-sur-Chizé ist eine französische Gemeinde mit 156 Einwohnern (Stand: 1. Januar 2022) im Département Deux-Sèvres in der Region Nouvelle-Aquitaine (vor 2016 Poitou-Charentes). Sie gehört zum Arrondissement Niort und zum Kanton Mignon-et-Boutonne.

## Geographie
Villiers-sur-Chizé liegt etwa 37 Kilometer südsüdöstlich von Niort. Umgeben wird Villiers-sur-Chizé von den Nachbargemeinden Brieuil-sur-Chizé im Nordwesten und Norden, Villefollet im Norden und Nordosten, Ensigné im Osten, La Villedieu im Süden sowie Chizé im Westen.

## Bevölkerungsentwicklung
| Jahr                       | 1962 | 1968 | 1975 | 1982 | 1990 | 1999 | 2006 | 2019 |
| Einwohner                  | 250  | 207  | 182  | 153  | 159  | 168  | 155  | 157  |
| Quellen: Cassini und INSEE |      |      |      |      |      |      |      |      |

## Sehenswürdigkeiten
- Priorat
- Ruinen der Kirche Notre-Dame, Monument historique